# László Gábor (operatőr-rendező)
László Gábor (Budapest, 1974. május 8. –) rendező, operatőr.

## Filmjei
- Sziget-kép (2000-2001)
- Kerek Isten fája(2005)
- Konzerv(2006)
- Szórványművész (2006)
- Háború és szivárvány(2007)
- Ahol 11-kor harangoznak (2009)
- Neked még megvan? (2009)
- Neonfényes Budapest (2010)
- Tunézia - Afrika kapuja (2011)
- Lépten-nyomon (2011)
- Átszálló (2012)
- Isten veled hazánk! (2012)
- Kodály mozaik (2012)
- Smaragd sziget Budapesten(2014)
- Ez volt a sorsom... (2015)
- Utolsó premier (2015)
- Palacktolmács (2015)
- Emberek és egerek (2015)
- Nemzetidegenek (2016)
- Ketten jösztök, hárman mentek (2017)
- Piedone nyomában (2018)
- Piedone nyomában - Bővített moziváltozat (2019)
- Kitaposott utak a Muravidéken (2019)
- Az Öreg (2019)
- Mi svábok, mindig jó magyarok voltunk (2021)

## Díjai
- Hazáért érdemkereszt (2012)
- Magyar Művészeti Akadémia díja (2016)
- Rendszerváltás Történetét Kutató Intézet és Archívum díja (2016)
- Nemzeti Média- és Hírközlési Hatóság Médiatanácsának díja-"60 év múltán" (2016)
- BUSHO filmfesztivál (2009)
- Savaria Filmszemle (2015)
- VAS filmfesztivál (2009)
- Göcsej filmszemle (2009, 2012)
- Pannonfíling filmfesztivál (2009, 2010, 2012)
- Magyar Idők díja (2016)
- "Szülőföldem szép határa" filmfesztivál (2012, 2015)
- I. Hét Domb Filmfesztivál Kis-játékfilm kategória 2. helyezett díja (Emberek és egerek, 2017)[1]
- Az országgyűlés elnökének különdíja, Lakitelek (2018)
- Emberi erőforrások miniszterének díja (2021)

## További információ
- Szellemfaluról készíti új dokumentumfilmjét László Gábor , filmtekercs.hu
- Archiválva 2017. április 6-i dátummal a Wayback Machine-ben
- Zentrum
- ma.hu